# … Comme la lune
Pour plus de détails, voir Fiche technique et Distribution.
... Comme la lune est un film français de Joël Séria, sorti en 1977.

## Synopsis
Roger Pouplard (Jean-Pierre Marielle), la quarantaine, bel homme, esbroufeur et jaloux, a quitté femme et enfant pour vivre avec Nadia (Sophie Daumier), une jeune femme riche et super sexy. Il vit cependant mal cette situation et tente une rencontre entre sa femme et sa maîtresse autour de la table de ses parents. Celle-ci vire au drame et au pugilat entre les deux femmes.
Nadia prend le volant, rentre et boude. Pour la calmer Roger lui promet de l'emmener à Deauville. Il y rencontre Chanteau (Marco Perrin), un vieux copain, accompagné d'Yvette, sa secrétaire (Dominique Lavanant). Les deux couples illégitimes sortent ensemble. Nadia se montre de plus en plus intéressée par Chanteau. Roger s'en aperçoit et les deux hommes se battent. 
Roger est ensuite ramené à l'hôtel complètement ivre, et Chanteau et Nadia en profitent pour faire l'amour dans la salle de bain. Le lendemain matin, quand Roger se réveille, il constate que Nadia est partie. Il se précipite dans la chambre de Chanteau et Yvette l'informe qu'ils sont partis tous les deux. Une certaine intimité commence à naître entre Yvette et Roger. 
Ils prennent la route et retrouvent par hasard l'hôtel où sont descendus Nadia et Chanteau. Roger tente d'agresser violemment Nadia, supposément pour la "corriger" ; Chanteau l'assomme. 
Roger épouse Yvette et ils ont un enfant. Dans les dernières scènes du film, Roger Pouplard, toujours aussi hâbleur, fait le fier à bras sur une plage, tandis qu'Yvette drague un petit jeune en pêchant des moules.

### Titre
Pour Joël Séria, le film s'appelait Le grand con. Les exploitants refusèrent d'afficher ce titre grossier aux frontons de leurs cinémas. Il proposa alors Con comme la lune. Ce titre fut également refusé. 
Un compromis fut finalement trouvé sur l'artificieux … Comme la lune.

## Fiche technique
- Titre : ... Comme la lune
- Réalisation : Joël Séria
- Scénario, Adaptation et Dialogue : Joël Séria
- Images : Marcel Combes
- Montage : Claudine Bouché
- Musique : Philippe Sarde
- Son : Gérard Barra
- Décors : Christian Lamarque
- Production : Coquelicot film
- Genre : comédie dramatique
- Pays :  France
- Pellicule 35mm, couleur par Eastmancolor
- Durée : 90 min
- Sorti en salle le 31 août 1977

## Distribution
- Jean-Pierre Marielle : Roger Pouplard
- Dominique Lavanant : Yvette Ménard
- Sophie Daumier : Nadia Husson
- Marco Perrin : Chanteau
- Anna Gaylor : Jeanine Pouplard
- Jacques Rispal : Emile Rabu
- René Berthier : le père Pouplard
- Jeanne Hardeyn : la mère Pouplard
- André Chaumeau : le client du bar
- Étoile Gomez : Nadine
- Jacques Giraud : le garagiste
- Bernard Valdeneige : le second réceptionniste
- Claude Legros : le patron du café
- Nicole Chollet : la cliente de la boucherie
- Prune Lichtlé : le bébé
- Maurice Travail : l'estivant
- Louison Roblin : la Rouennaise

## Lieux de tournage
Le film a été tourné à Neauphle-Le-Chateau (Place du marché pour la promenade du chien et le passage au café) et à Deauville (rue du Casino, où l’on peut apercevoir en arrière-plan l’ancienne boutique Berteil, et rue Eugène-Colas, où Roger Pouplard s’arrête dans une bijouterie pour acheter une bague à Nadia).